# Karl Sesta
Karl Sesta (Vienna, 18 marzo 1906 – Hainburg an der Donau, 12 luglio 1974) è stato un allenatore di calcio e calciatore austriaco, di ruolo difensore.
Il suo vero cognome era Sesztak.

## Carriera

### Giocatore
Sesta esordì nella squadra del suo quartiere, il 1. Simmeringer Sportclub, e giocò per una stagione (1927-1928) in Cecoslovacchia nel Teplitzer FK. Tornato in Austria, militò nel Wiener AC, col quale vinse la Coppa d'Austria nel 1930-1931, compagno di squadra di Franz Cisar. Fu soprannominato "La lama".
Nel 1934 si trasferì all'Austria Vienna, squadra con la quale vinse ancora due Coppe d'Austria (1935 e 1936) e soprattutto, nello stesso 1936, la Coppa Mitropa. Giocherà coi violette fino al 1943, poi la sua carriera terminerà tra Markesdorf an der Pielach, una fugace apparizione al First Vienna, e pochi mesi da giocatore-allenatore all'Helfort.
In Nazionale Sesta arrivò nel 1932. Giocò la Coppa Internazionale e, nel 1934, la Coppa del Mondo in Italia, arrivando al quarto posto. Il 15 giugno 1941, esordendo contro la Croazia a 35 anni, divenne il più anziano esordiente nella storia della Nazionale tedesca.

### Allenatore
Dopo il ritiro divenne allenatore, prima al Wiener Sport-Club, poi all'Admira. Nella stagione 1954-1955 guidò l'Austria Salisburgo, fu anche in Germania all'Augsburg.

## Palmarès

### Giocatore

#### Club

##### Competizioni nazionali
- Coppa d'Austria: 3

Wiener AC: 1930-1931
Austria Vienna: 1934-1935, 1935-1936

##### Competizioni internazionali
- Coppa dell'Europa Centrale: 1

Austria Vienna: 1936